# Stato libero di Meclemburgo-Schwerin
Lo Stato libero di Meclemburgo-Schwerin (in tedesco: Freistaat Mecklenburg-Schwerin) fu uno Stato della Germania dal 1918 al 1933 formatosi durante la Repubblica di Weimar. La capitale era Schwerin.

## Storia
Lo Stato libero di Meclemburgo-Schwerin si formò dopo la fine del Granducato di Meclemburgo-Schwerin dovuta al crollo della monarchia in Germania a seguito della rivoluzione per la fine della prima guerra mondiale nel 1918.
Nel 1933, dopo la presa di potere in Germania da parte del nazismo, lo Stato venne unito con il confinante Meclemburgo-Strelitz che era di dimensioni ridotte e andò a formare lo Stato di Meclemburgo-Pomerania Anteriore.

## Presidenti dello Stato libero di Meclemburgo-Schwerin
|            | Nome                     | Inizio dell'incarico | Fine dell'incarico | Partito                            |
| Presidente | Presidente               | Presidente           | Presidente         | Presidente                         |
| ---------- | ------------------------ | -------------------- | ------------------ | ---------------------------------- |
| 1          | Hugo Wendorff            | 1919                 | 1920               | DDP                                |
| 2          | Hermann Reincke-Bloch    | 1920                 | 1921               | DVP                                |
| 3          | Johannes Stelling        | 1921                 | 1924               | SPD                                |
| 4          | Joachim von Brandenstein | 1924                 | 1926               | DNVP                               |
| 5          | Paul Schröder            | 1926                 | 1929               | SPD                                |
| 6          | Karl Eschenburg          | 1929                 | 1932               | National Consortium Mecklenburgers |
| 7          | Walter Granzow           | 1932                 | 1933               | NSDAP                              |
| 8          | Hans Egon Engell         | 1933                 | 1933               | NSDAP                              |
| 9          | Friedrich Hildebrandt    | 1933                 | 1933               | NSDAP                              |